# Ypsolopha walsinghamiella
Ypsolopha walsinghamiella là một loài bướm đêm thuộc họ Ypsolophidae. Nó được tìm thấy ở Hoa Kỳ, bao gồm Arizona và California.
Sải cánh dài khoảng 20–25 mm.